# Tiro libre (baloncesto)

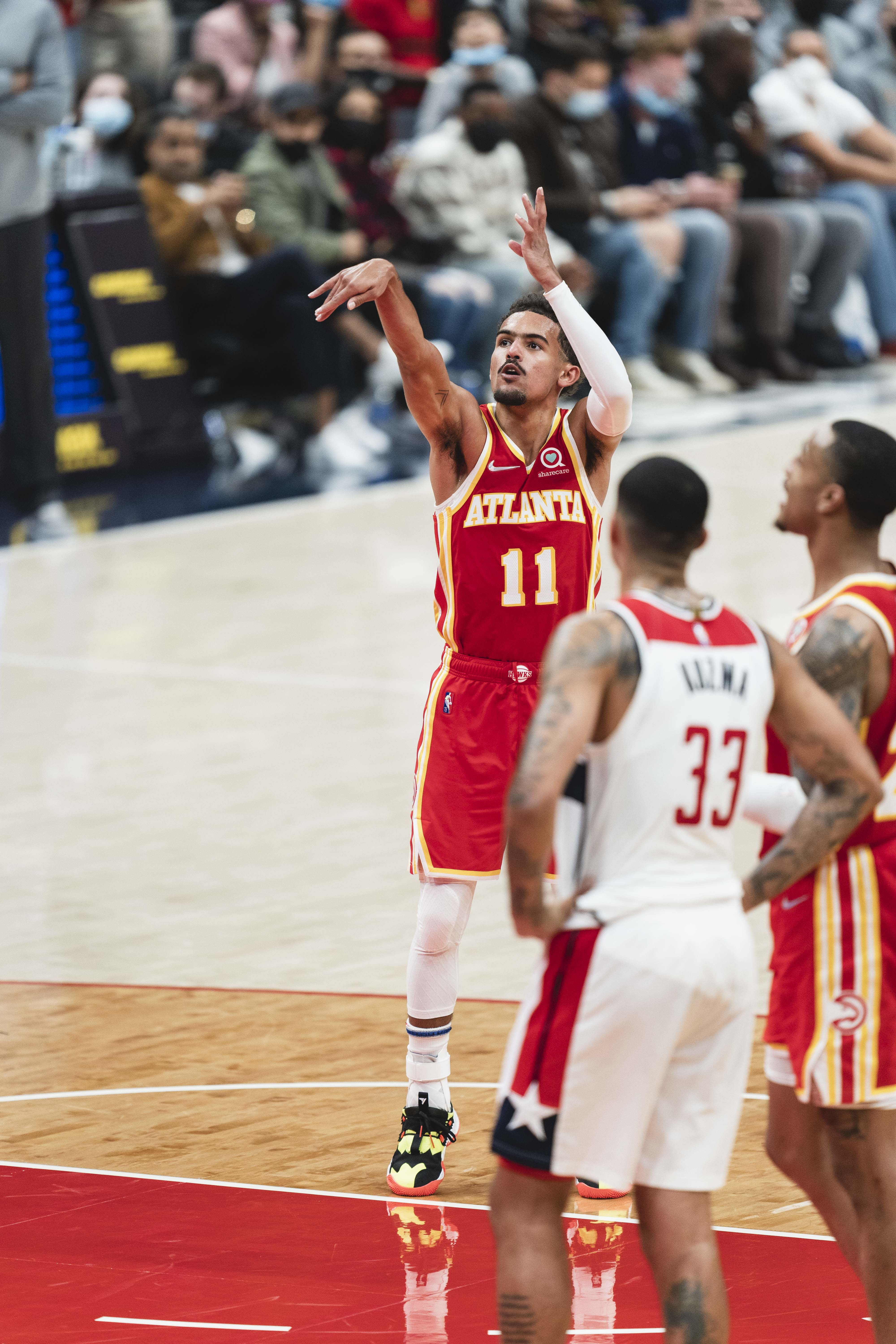
Trae Young
de los Atlanta Hawks lanza un tiro libre durante un partido contra los Washington Wizards.

En baloncesto, un tiro libre es un lanzamiento a la canasta que se produce siempre desde la misma posición, desde una línea situada a 4,60 metros del tablero y a 5,80 de la línea de fondo, y que normalmente se produce como consecuencia de una sanción por decisión arbitral, ya sea una falta personal o una falta técnica. 
Cada lanzamiento de tiro libre anotado otorga un punto al equipo que lo realiza. A pesar de ser el lanzamiento que menos puntuación otorga, resulta extremadamente importante en la resolución de un partido, ya que por lo general son muchas veces las que un equipo acude a la línea de tiros libres a lo largo de un partido. Al ser un tiro mecánico (siempre desde la misma posición, siempre con la canasta a la misma distancia, sin oposición), los porcentajes de anotación entre profesionales, e incluso entre deportistas amateurs suelen ser altos.

## Reglamento FIBA

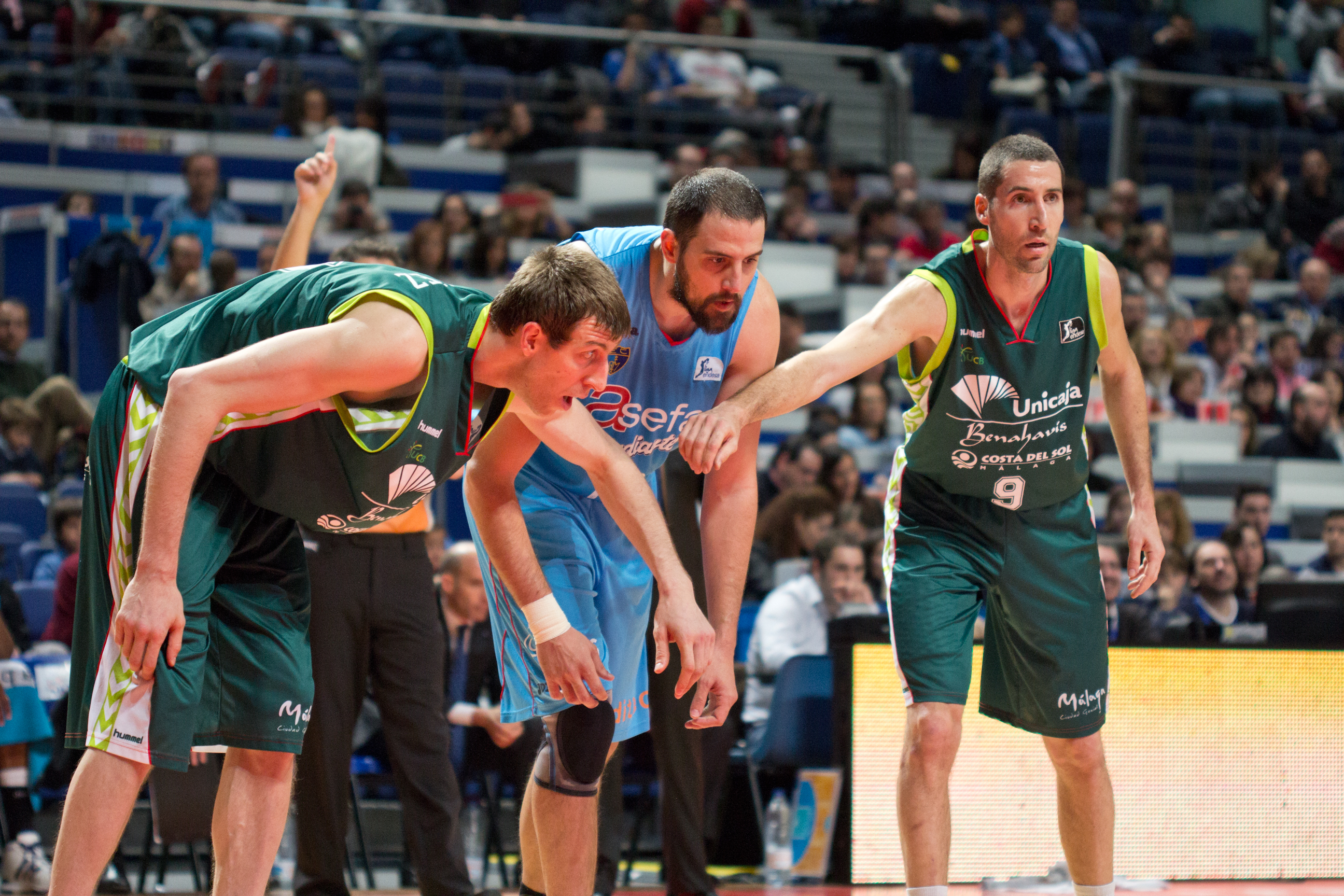
Jugadores esperando al rebote en un tiro libre durante un partido Club Baloncesto Estudiantes-Málaga.

Según el artículo 43.1.1. del reglamento del baloncesto FIBA, un tiro libre es una oportunidad concedida a un jugador para que consiga un (1) punto sin oposición, desde una posición situada detrás de la línea de tiros libres y dentro del semicírculo. Deberá lanzarse antes de cumplirse 5 segundos desde que el árbitro le entrega la pelota al jugador, y este no podrá pisar la línea hasta que el lanzamiento no haya tocado el aro o haya atravesado el mismo. El resto de jugadores se podrá posicionar en los laterales de la zona alternativamente, siendo posible situar 3 jugadores el equipo defensor y 2 el equipo atacante, esperando el posible rebote.

## Formas de lanzar
Siguiendo con el reglamento, el jugador que lanza podrá utilizar cualquier método para realizar los lanzamientos pero deberá lanzar de modo que, sin tocar el suelo, el balón se introduzca en la canasta por su parte superior o toque el aro. Por lo general, todos los jugadores de baloncesto en la actualidad lanzan a canasta de la manera ortodoxa, es decir, con los brazos por encima de la cabeza, colocados en un ángulo obtuso con el codo del brazo fuerte a la altura de la cara. Pero en tiempos pasados (y raramente en la actualidad), hubo jugadores que han utilizado otras técnicas. El más habitual era el denominado a cuchara, o en ocasiones a la vieja, que consiste en lanzar el balón desde debajo de la cintura, de abajo arriba. Era habitual en el baloncesto anterior a los años 1960 y míticos jugadores como Radivoj Korać lo emplearon durante toda su carrera con una eficacia altísima. También ha habido jugadores que han lanzado (y con éxito) los tiros libres con los brazos estirados por encima de la cabeza.

## Jugadas sancionadas con tiros libres
Son varias las situaciones en un partido en las que un jugador se dirige a la línea de tiros libres:
- Falta personal de tiro. Cuando un jugador con el balón en posesión se encuentra en situación de lanzar a canasta y el defensor comete sobre él una falta, se concederán 2 tiros libres o 3 en caso de que la falta se cometa desde fuera del área.
- Bonus. Cuando un equipo supera las 4 faltas personales conjuntas, todas las faltas (excepto las que sean en ataque) a partir de ese momento se concederán de tiro.
- Falta técnica. Cuando el árbitro señala una falta técnica (penalización provocada por una protesta o un comportamiento incorrecto en la pista). El equipo contrario dispondrá de un tiro libre y la reposición del balón.
- Falta antideportiva o flagrante. Antiguamente denominada intencionada, se produce cuando un jugador comete una falta personal sin opción de jugar el balón, o parando antideportivamente una situación de ataque.
- Falta descalificante. Se le pita a un jugador que realiza una acción de extremada violencia o que incumple gravemente el espíritu del juego. El equipo contrario dispondrá de dos tiros libres y saque desde el centro del campo.

## Evolución de la norma

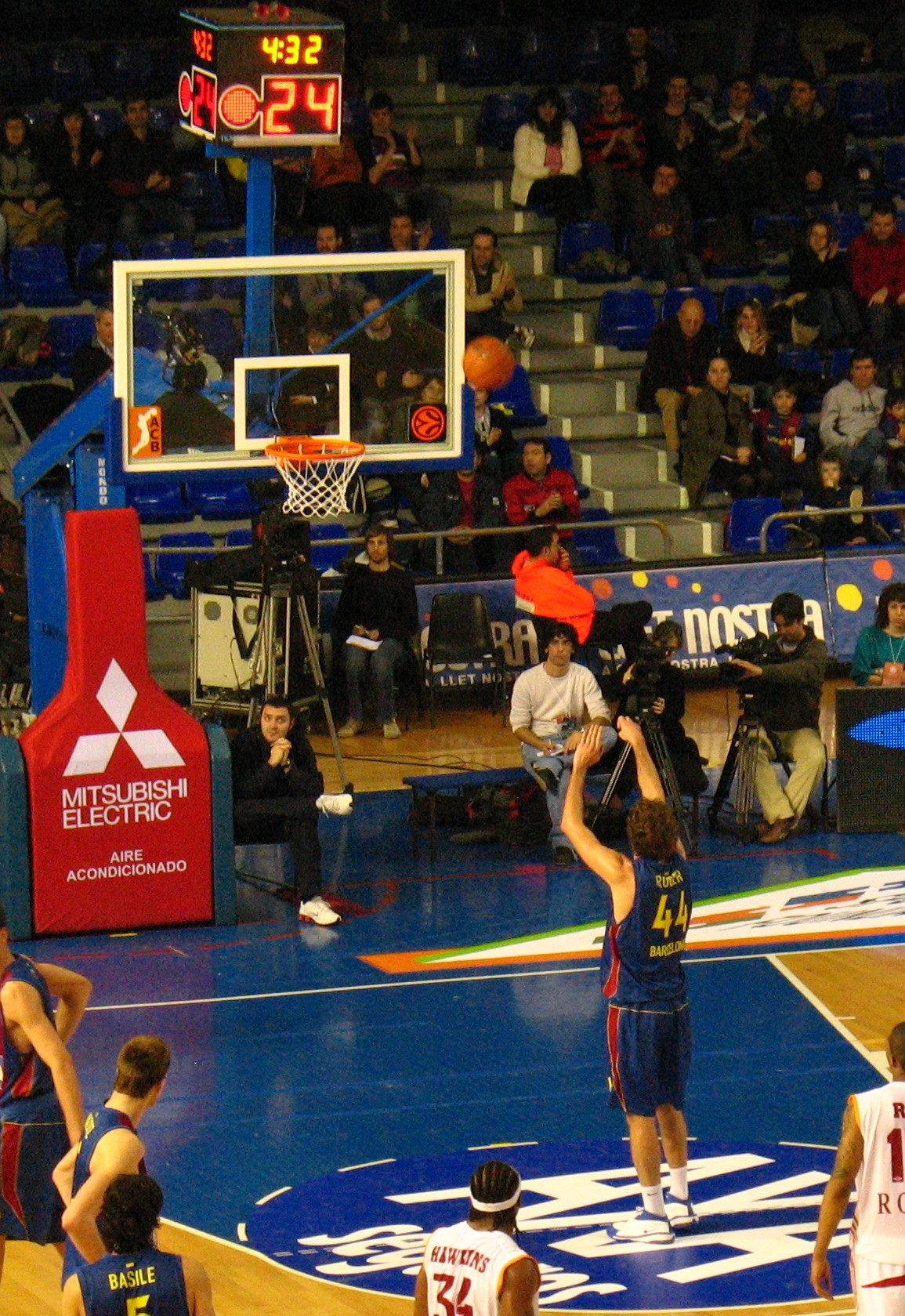
Roger Grimau lanzando un tiro libre en un partido de Euroliga entre el FC Barcelona y el Lottomatica Roma en febrero de 2008.

Durante los años 1970 y 80 se introdujeron reformas en el reglamento que afectaron a los tiros libres y que hoy en día se hallan en desuso:
- A partir de la temporada 1975 - 1976, una vez acumuladas 10 faltas por equipo en cada tiempo, se da el derecho a decidir entre tirar dos lanzamientos de tiro libre o sacar de banda. En 1980 se reducen a 8 faltas por equipo y tiempo las que daban derecho a los dos tiros libres.
- También en la temporada 1975 - 1976 se introduce el 3x2 en los tiros libres. El lanzador tenía hasta tres oportunidades para anotar dos tiros libres. Si los anotaba a la primera, solo tiraba dos, pero si fallaba alguno de sus dos primeros lanzamientos tenía un tercer intento extra.
- En la misma temporada se decide otorgar un tiro libre adicional si al recibir el jugador la falta conseguía canasta.[4]

- 1+1.  En 1988 se introdujo esta regla con la que, en situación de bonus (8 faltas por equipo y tiempo de 20 minutos), solo se permitía el segundo lanzamiento libre si se anotaba el primero. Si no, se podía entrar al rebote. Ese mismo año desaparece la regla del 3x2, pasando a sancionarse la falta de tiro con solo dos lanzamientos libres.[4]